# 군산 둔율동 성당
군산 둔율동 성당(群山 屯栗洞 聖堂)은 대한민국 전북특별자치도 군산시 둔율동에 있는 교회당이다. 2017년 4월 20일 대한민국의 국가등록문화재 제677호로 지정되었다.

## 개요
성당은 일제 강점기였던 1915년에 군산 영동에 설립된 공소(公所)로 시작해 1929년에 익산 나바위성당에서 분리되어 군산 본당으로 설립된 군산 최초의 근대적 성당이다. 1931년에 본당으로 승격되었다. 1929년에 천주교 대구교구장을 역임하고 있던 플로리안 드망즈 주교로부터 성당 보좌 신부로 임명된 김영구 신부에 의해 성당 건립이 본격화되었다.
1938년에 목조 성당 건물이 설립되었으나 광복 이후에 일본군이 버리고 간 폭발물이 있다는 사실을 모르고 있던 미군의 실수로 저지른 화재로 인해 폭발하면서 소실되었다. 1955년에 현재의 건물로 신축하였다. 신축 당시에는 붉은 벽돌을 마감재로 사용했으나 나중에 벽돌 외부에 인조석을 덧대가면서 지금과 같은 모습이 되었다. 1961년 11월 행정 구역명에 따라 둔율동본당으로 개칭되었다.
이곳은 인근 장항제련소에서 나온 슬러지 벽돌을 건축 재료로 사용했다는 점과 당시 성당 신축의 역사(役事)를 하나하나 수기(手記)로 작성한 성전신축기(聖殿新築記·국가등록문화재 제677-2호 군산 둔율동성당 성전신축기 및 건축 허가 신청서)라는 기록을 남겼다는 의미도 인정받는다. 책으로 제작된 성전신축기에는 건축 계획부터 소요 예산 및 각종 인허가 신청서에 이르기까지 공사 전반에 걸친 다양한 내용이 정리돼 있어 한국전쟁 직후 건축 활동에 관한 시대상과 함께 행정 사항까지 기록되어 있다.
예로부터 건축 역사(役事)를 기록하는 것은 매우 중요한 작업이었다. 국가 차원의 궁궐 건축 기록인 ‘영건의궤’는 물론 일반 백성 살림집의 ‘상량’ 기록도 예외는 아니었다. 그 역사(役事)의 기록이 훗날 역사(歷史)가 될 수 있기 때문이다.
답동성당, 명동성당, 약현성당, 계산성당, 전동성당 등에서 그랬듯이 일찍이 이 땅에 세워진 서양식 성당 건축물들은 최초 계획 단계부터 준공 공사에 이르기까지 외국인 신부들이 전 과정에서 주도적 역할을 했다. 알빈 슈미트(Alwin Schmidt, 1904~1978) 신부는 전문적인 성당 건축가로 활동하기도 했다.

## 참고 자료
- 군산 둔율동 성당 - 국가유산청 국가유산포털
- 이 문서에는 문화재청에서 공공누리 제1유형으로 배포된 자료를 바탕으로 한 내용이 포함되어 있습니다.